# Liste des maires de secteur de Marseille
Cet article dresse une liste des maires de secteur de la ville de Marseille.

## Mandat 1977-1983

Couleur politique des listes arrivées en tête à l'issue des élections municipales de 1977.

## Mandat 1971-1977

Couleur politique des maires de secteur de Marseille à l'issue des élections municipales de 1971.

## Mandat 2020-2026

Couleur politique des maires de secteur de Marseille à l'issue des élections municipales de 2020.

|  | Secteur et arrondissements | Secteur et arrondissements | Maire d'arrondissement                                                        | Maire d'arrondissement | Parti        | Notes                                    |
|  | -------------------------- | -------------------------- | ----------------------------------------------------------------------------- | ---------------------- | ------------ | ---------------------------------------- |
|  | 1                          | 1er et 7e                  | Sophie Camard                                                                 |                        | LFI puis GRS | Députée suppléante de Jean-Luc Mélenchon |
|  | 2                          | 2e et 3e                   | Anthony Krehmeier                                                             |                        | PS           |                                          |
|  | 3                          | 4e et 5e                   | Didier Jau                                                                    |                        | EELV         |                                          |
|  | 4                          | 6e et 8e                   | 2020-2023 : Pierre Benarroche Depuis 2023 : Olivia Fortin                     |                        | DVG          |                                          |
|  | 5                          | 9e et 10e                  | 2020-2022 : Lionel Royer-Perreaut Depuis 2022 : Anne-Marie d'Estienne d'Orves |                        | DVD          |                                          |
|  | 6                          | 11e et 12e                 | 2020 : Julien Ravier Depuis 2020 : Sylvain Souvestre                          |                        | LR           |                                          |
|  | 7                          | 13e et 14e                 | Marion Bareille                                                               |                        | LR           |                                          |
|  | 8                          | 15e et 16e                 | Nadia Boulainseur                                                             |                        | PS diss.     |                                          |

## Mandat 2014-2020

Couleur politique des maires de secteur de Marseille à l'issue des élections municipales de 2014.

|  | Secteur et arrondissements | Secteur et arrondissements | Maire d'arrondissement                                   | Maire d'arrondissement | Parti | Notes |
|  | -------------------------- | -------------------------- | -------------------------------------------------------- | ---------------------- | ----- | --- |
|  | 1                          | 1er et 7e                  | Sabine Bernasconi                                        |                        | LR    | Vice-présidente du conseil départemental des Bouches-du-Rhône                                                      |
|  | 2                          | 2e et 3e                   | Lisette Narducci                                         |                        | F13   | Conseillère départementale des Bouches-du-Rhône                                                                    |
|  | 3                          | 4e et 5e                   | 2014-2017 : Bruno Gilles 2017-2020 : Marine Pustorino    |                        | LR    | Sénateur des Bouches-du-Rhône                                                                                      |
|  | 4                          | 6e et 8e                   | Yves Moraine                                             |                        | LR    | Conseiller départemental des Bouches-du-Rhône                                                                      |
|  | 5                          | 9e et 10e                  | Lionel Royer-Perreaut                                    |                        | LR    | Vice-président de la communauté urbaine Marseille Provence Métropole Conseiller départemental des Bouches-du-Rhône |
|  | 6                          | 11e et 12e                 | 2014-2017 : Valérie Boyer 2017-2020 : Julien Ravier      |                        | LR    | Députée des Bouches-du-Rhône (1re circonscription)                                                                 |
|  | 7                          | 13e et 14e                 | 2014-2017 : Stéphane Ravier 2017-2020 : Sandrine d'Angio |                        | FN    | Sénateur des Bouches-du-Rhône                                                                                      |
|  | 8                          | 15e et 16e                 | 2014-2017 : Samia Ghali 2017-2020 : Roger Ruzé           |                        | PS    | Sénatrice des Bouches-du-Rhône                                                                                     |

## Mandat 2008-2014

Couleur politique des maires de secteur de Marseille à l'issue des élections municipales de 2008.

|  | Secteur et arrondissements | Secteur et arrondissements | Maire d'arrondissement                   | Maire d'arrondissement | Parti       | Notes                                                                 |
|  | -------------------------- | -------------------------- | ---------------------------------------- | ---------------------- | ----------- | --------------------------------------------------------------------- |
|  | 1                          | 1er et 7e                  | Patrick Mennucci                         |                        | PS          | Député des Bouches-du-Rhône (4e circonscription)                      |
|  | 2                          | 2e et 3e                   | Lisette Narducci                         |                        | PS puis PRG | Conseillère générale des Bouches-du-Rhône (Marseille-La Belle-de-Mai) |
|  | 3                          | 4e et 5e                   | Bruno Gilles                             |                        | UMP         | Sénateur des Bouches-du-Rhône                                         |
|  | 4                          | 6e et 8e                   | Dominique Tian puis en 2013 Yves Moraine |                        | UMP         | Député des Bouches-du-Rhône (2e circonscription)                      |
|  | 5                          | 9e et 10e                  | Guy Teissier                             |                        | UMP         | Député des Bouches-du-Rhône (6e circonscription)                      |
|  | 6                          | 11e et 12e                 | Robert Assante                           |                        | NC          | Conseiller général des Bouches-du-Rhône (Marseille-Les Trois Lucs)    |
|  | 7                          | 13e et 14e                 | Garo Hovsepian                           |                        | PS          | Conseiller régional de la région Provence-Alpes-Côte d'Azur           |
|  | 8                          | 15e et 16e                 | Samia Ghali                              |                        | PS          | Sénatrice des Bouches-du-Rhône                                        |

## Mandat 2001-2008

Couleur politique des maires de secteur de Marseille à l'issue des élections municipales de 2001.

|  | Secteur et arrondissements | Secteur et arrondissements | Maire d'arrondissement   | Maire d'arrondissement | Parti | Notes                                                                 |
|  | -------------------------- | -------------------------- | ------------------------ | ---------------------- | ----- | --------------------------------------------------------------------- |
|  | 1                          | 1er et 7e                  | Jean Roatta              |                        | UMP   | Député des Bouches-du-Rhône (3e circonscription)                      |
|  | 2                          | 2e et 3e                   | Lisette Narducci         |                        | PS    | Conseillère générale des Bouches-du-Rhône (Marseille-La Belle-de-Mai) |
|  | 3                          | 4e et 5e                   | Bruno Gilles             |                        | UMP   | Député des Bouches-du-Rhône (5e circonscription)                      |
|  | 4                          | 6e et 8e                   | Dominique Tian           |                        | UMP   | Député des Bouches-du-Rhône (2e circonscription)                      |
|  | 5                          | 9e et 10e                  | Guy Teissier             |                        | UMP   | Député des Bouches-du-Rhône (6e circonscription)                      |
|  | 6                          | 11e et 12e                 | Roland Blum              |                        | UMP   | Député des Bouches-du-Rhône (1re circonscription)                     |
|  | 7                          | 13e et 14e                 | Georges (Garo) Hovsepian |                        | PS    | Conseiller régional de la région Provence-Alpes-Côte d'Azur           |
|  | 8                          | 15e et 16e                 | Frédéric Dutoit          |                        | PCF   | Député des Bouches-du-Rhône (4e circonscription)                      |

## Mandat 1995-2001

Couleur politique des maires de secteur de Marseille à l'issue des élections municipales de 1995.

|  | Secteur et arrondissements | Secteur et arrondissements | Maire d'arrondissement | Maire d'arrondissement | Parti | Notes |
|  | -------------------------- | -------------------------- | ---------------------- | ---------------------- | ----- | --- |
|  | 1                          | 1er et 7e                  | Jean Roatta            |                        | UDF   | Député des Bouches-du-Rhône (3e circonscription) |
|  | 2                          | 2e et 3e                   | Jean-Noël Guérini      | Jean-Noël Guérini      | PS    | Conseiller général des Bouches-du-Rhône (Marseille-Les Grands-Carmes) Président du Conseil général à partir de 1998 Sénateur des Bouches-du-Rhône à partir de 1998 |
|  | 3                          | 4e et 5e                   | Bruno Gilles           |                        | RPR   | |
|  | 4                          | 6e et 8e                   | Dominique Tian         |                        | UDF   | Conseiller général des Bouches-du-Rhône (Marseille-Saint-Giniez)                                                                                                   |
|  | 5                          | 9e et 10e                  | Guy Teissier           |                        | UDF   | Député des Bouches-du-Rhône (6e circonscription) |
|  | 6                          | 11e et 12e                 | Pierre Chevalier       |                        | UDF   | |
|  | 7                          | 13e et 14e                 | Alain Decamps          |                        | PS    | |
|  | 8                          | 15e et 16e                 | Guy Hermier            |                        | PCF   | Député des Bouches-du-Rhône (4e circonscription) |

## Mandat 1989-1995

Couleur politique des maires de secteur de Marseille à l'issue des élections municipales de 1989.

|  | Secteur et arrondissements | Secteur et arrondissements | Maire d'arrondissement | Maire d'arrondissement | Parti     | Notes |
|  | -------------------------- | -------------------------- | ---------------------- | ---------------------- | --------- | ----- |
|  | 1                          | 1er et 7e                  | Jean-Claude Imbert     |                        | PS diss.  |       |
|  | 2                          | 2e et 3e                   | Jean-Jacques Léonetti  |                        | PS diss.  |       |
|  | 3                          | 4e et 5e                   | Simone Gallix          |                        | PS diss.  |       |
|  | 4                          | 6e et 8e                   | Yves Bonnel            |                        | PS diss.  |       |
|  | 5                          | 9e et 10e                  | Charles-Émile Loo      |                        | PS diss.  |       |
|  | 6                          | 11e et 12e                 | Maurice Pruneta        |                        | PS diss.  |       |
|  | 7                          | 13e et 14e                 | Pierre Rastoin         |                        | PS diss.  |       |
|  | 8                          | 15e et 16e                 | Lucien Vassal          |                        | PCF diss. |       |

## Mandat 1983-1989

Couleur politique des maires de secteur de Marseille à l'issue des élections municipales de 1983.

|  | Secteur et arrondissements | Secteur et arrondissements | Maire d'arrondissement | Maire d'arrondissement | Parti | Notes                                                                 |
|  | -------------------------- | -------------------------- | ---------------------- | ---------------------- | ----- | --------------------------------------------------------------------- |
|  | 1                          | 1er, 4e, 13e et 14e        | Lucien Weygand         |                        | PS    | Conseiller général des Bouches-du-Rhône (Marseille-La Rose)           |
|  | 2                          | 2e, 3e et 7e               | Jean-Noël Guérini      | Jean-Noël Guérini      | PS    | Conseiller général des Bouches-du-Rhône (Marseille-Les Grands-Carmes) |
|  | 3                          | 5e, 10e, 11e et 12e        | Michel Coullomb        |                        | PS    | Conseiller général des Bouches-du-Rhône (Marseille-Montolivet)        |
|  | 4                          | 6e et 8e                   | Jean-Claude Gaudin     | Jean-Claude Gaudin     | UDF   | Député des Bouches-du-Rhône (département puis 2e circonscription)     |
|  | 5                          | 9e                         | Guy Teissier           |                        | UDF   | Conseiller général des Bouches-du-Rhône (Marseille-Mazargues)         |
|  | 6                          | 15e et 16e                 | Pascal Posado          |                        | PCF   |                                                                       |

## Mandat 1965-1971

Couleur politique des maires de secteur de Marseille à l'issue des élections municipales de 1965.

|  | Secteur et arrondissements | Secteur et arrondissements | Tête de liste     | Tête de liste | Parti          |
|  | -------------------------- | -------------------------- | ----------------- | ------------- | -------------- |
|  | 1                          | 1er et 4e                  | Jacques Rastoin   |               | SFIO-Rad-MRP   |
|  | 2                          | 2e et 3e                   | Paul Cermolacce   |               | PCF-SFIO diss. |
|  | 3                          | 6e et 7e                   | Gaston Defferre   |               | SFIO-Rad-MRP   |
|  | 4                          | 8e et 9e                   | Étienne Girbal    |               | SFIO-Rad-MRP   |
|  | 5                          | 5e et 10e                  | Marius Massias    |               | PCF-SFIO diss. |
|  | 6                          | 11e et 12e                 | Francis Leenhardt |               | SFIO-Rad-MRP   |
|  | 7                          | 13e et 14e                 | Jean Masse        |               | SFIO-Rad-MRP   |
|  | 8                          | 15e et 16e                 | François Billoux  |               | PCF-SFIO diss. |